# Episodi di DC Super Hero Girls (seconda stagione)
La seconda stagione di DC Super Hero Girls è stata pubblicata su YouTube a partire dal 21 aprile 2016.
| n. | Titolo originale                | Titolo italiano | Distribuzione originale |
| -- | ------------------------------- | --------------- | ----------------------- |
| 1  | New Beginnings                  |                 | 21 aprile 2016          |
| 2  | Hero of the Month: Supergirl    |                 | 5 maggio 2016           |
| 3  | Batgirl vs. Supergirl           |                 | 19 maggio 2016          |
| 4  | Quinn-tessential Harley         |                 | 2 giugno 2016           |
| 5  | Hero of the Month: Harley Quinn |                 | 16 giugno 2016          |
| 6  | License to Fly                  |                 | 30 giugno 2016          |
| 7  | Hero of the Month: Batgirl      |                 | 13 luglio 2016          |
| 8  | Doubles Trouble                 |                 | 28 luglio 2016          |
| 9  | Franken-Ivy                     |                 | 9 agosto 2016           |
| 10 | Hero of the Month: Katana       |                 | 11 agosto 2016          |
| 11 | Dude, Where's My Invisible Jet? |                 | 25 agosto 2016          |
| 12 | Hero of the Month: Frost        |                 | 6 settembre 2016        |
| 13 | The Blunder Games               |                 | 8 settembre 1016        |
| 14 | Hawkgirl's Day Off              |                 | 22 settembre 2016       |
| 15 | Ring of Mire                    |                 | 20 ottobre 2016         |